# Khu vực khai mỏ Dãy núi Quặng
Khu vực khai mỏ Dãy núi Quặng (tiếng Đức: Montanregion Erzgebirge) là một di sản công nghiệp hơn 800 năm tuổi nằm ở khu vực biên giới giữa bang Sachsen của Đức và khu vực Bắc Bohemia của Cộng hòa Séc. Nó được đặc trưng bởi rất nhiều di tích lịch sử phần lớn vẫn còn nguyên bản, cơ sở khai thác, cũng như nhiều di tích và bộ sưu tập cá nhân liên quan đến ngành công nghiệp khai thác lịch sử của khu vực. Bản sắc và tính xác thực của cảnh quan di sản khai mỏ trên dãy núi Quặng ở cả hai bên biên giới Đức-Cộng hòa Séc không có ở bất cứ nơi nào khác trên thế giới. Ngày 6 tháng 7 năm 2019, vùng khai thác Erzoltirge/Krušnohoří đã được công nhận là Di sản thế giới của UNESCO.

## Lịch sử
Khu vực dãy núi là nơi phát hiện những mỏ bạc vào năm 1168 tại Christiansdorf, thuộc Freiberg ngày nay, một phần của Khu khai mỏ Freiberg. Việc khai thác đã được tiến hành liên tục ở vùng núi Quặng cho đến năm 1990. Trong số các nguyên liệu thô được khai thác qua hàng thế kỷ là quặng của các kim loại bạc, thiếc, kẽm, coban, niken, đồng và chì; nhưng antraxit và urani cũng được triết xuất vào thế kỷ 20 và là động lực cho sự phát triển kinh tế của Sachsen. Ngày nay, các tiền khoáng của indium, wolfram, thiếc và lithium đang được thăm dò.

## Thư viện ảnh
- Trục Arno Lippmann tại Altenberg
- Vereinigt Zwitterfeld zu Zinnwald, Bảo tàng khai thác thiếc ở Altenberg.
- Xưởng nấu chảy của hố mỏ Alte Mordgrube tại Brand-Erbisdorf
- Tổ hợp luyện kim Muldenhütten
- Nhà máy búa cán đồng cũ Althammer tại Saigerhütte Grünthal của Olbernhau
- Horse Mill để khai thác quặng ở Johanngeorgenstadt
- Đô thị Freiberg và bảo tàng khai thác